# دان إيوان بوبيسكو
دان إيوان بوبيسكو هو مهندس وسياسي روماني، ولد في 1949. نشط حزبياً في Conservative Party (Romania) ‏. وقد انتخب عضو مجلس النواب في رومانيا ‏.